# Holešov
Holešov är en stad i Tjeckien.   Den ligger i regionen Zlín, i den östra delen av landet, 240 km öster om huvudstaden Prag. Holešov ligger 231 meter över havet och antalet invånare är 12 384.
Terrängen runt Holešov är platt åt sydväst, men åt nordost är den kuperad.Runt Holešov är det tätbefolkat, med 659 invånare per kvadratkilometer. Närmaste större samhälle är Zlín, 13,6 km sydost om Holešov. Trakten runt Holešov består till största delen av jordbruksmark.